# Hartford, Wisconsin
Hartford là một thị trấn thuộc quận Washington, tiểu bang Wisconsin, Hoa Kỳ. Năm 2010, dân số của thị trấn này là 3.550 người.